# يوأنس السابع (بابا الإسكندرية)
يوأنس السابع، بابا الإسكندرية وبطريرك الكرازة المرقسية للأقباط الأرثوذكس رقم 78، أصله من القاهرة. وأقام بطريركاً 29 سنة وشهراً واحداً و8 أيام، في الفترة من 2 يناير 1271 م حتى 21 أبريل 1293 م، وتوفي. وخلا الكرسي بعده شهراً واحداً وخمسة أيام.